# 자르마어
자르마어(Zarma Ciine/Sanni, 아자미 문자: زَرْمَ ݘِينٜ / زَرْمَ سَنِّ)는 송가이어의 일종으로, 니제르에서 수도 니아메를 포함한 니제르강 유역에서 주요하게 사용된다. 자르마어는 중남부에서 사용되는 하우사어에 이어 니제르에서 2번째로 많이 사용되는 언어이다. 화자는 6백만 명 이상으로 송가이 언어 중에서도 가장 널리 쓰인다. 이 언어를 사용하는 민족을 자르마인이라 한다.
이름은 제르마(Djerma)를 비롯하여 다양한 방식과 철자로 표기된다.

## 음운

### 홀소리
구강 모음 5개(a, e, i, o, u)와 비모음 5개(ã, ẽ, ĩ, õ, ũ)가 있다.

### 닿소리
|        |        | 입술소리 | 치음    | 경구개음 | 연구개음 | 성문음 |
| ------ | ------ | -------- | ------- | -------- | -------- | ------ |
| 비음   | 비음   | m        | n       | ɲ        | ŋ        |        |
| 파열음 | 무성음 | p        | t       | c        | k        |        |
| 파열음 | 유성음 | b        | d       | j(/ɟ/)   | g(/ɡ/)   |        |
| 마찰음 | 무성음 | f        | s       |          |          | h      |
| 마찰음 | 유성음 |          | z       |          |          |        |
| 유음   | 설측음 |          | l       |          |          |        |
| 유음   | 탄음   |          | r(/ɾ/)  |          |          |        |
| 유음   | 전동음 |          | rr(/r/) |          |          |        |
| 반모음 | 반모음 | w        |         | y(/j/)   |          |        |

## 같이 보기
- 송가이어족